# Giao hưởng số 3 (Shostakovich)

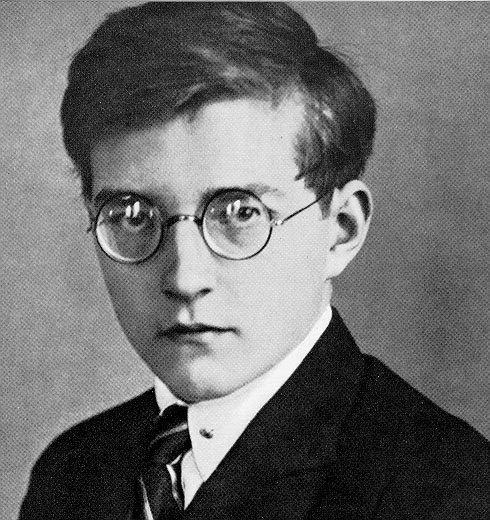
Dmitri Shostakovich

Giao hưởng số 3, cung Fa thăng thứ, Op. 20 hay còn có tên gọi là Giao hưởng 1 tháng 5 là bản giao hưởng số 3 của nhà soạn nhạc người Nga có quốc tịch Liên Xô Dmitri Shostakovich. Đây là tác phẩm được viết vào năm 1929. Trong tác phẩm này, Shostakovich cố gắng thể hiện những gì mà thời đại mình đặt ra.